# Kawasaki 350 Avenger A7
Die Kawasaki 350 Avenger A7 war ein Motorrad des japanischen Herstellers Kawasaki und wurde von 1967 bis 1971 gebaut.

## Geschichte und Technik
1967 erschien die 350 Avenger A7 auf dem Markt. Sie hatte einen Zweizylinder mit einer Drehschieber-Einlass-Steuerung. Die seitlich drehenden Scheiben mit Segmentausschnitt steuerten den Einlass. Die Gemischaufbereitung wurde über eine Getrenntschmierung (Injectolube) mit einem separaten Behälter für das Zweitakter-Öl realisiert. Ein schmaler Rückgratrohrrahmen mit zwei Unterzügen bildete die Basis des Motorrads, eine Teleskopgabel und eine zweiarmige Hinterradschwinge nahmen die Räder mit Reifen in der Dimension 3.25–18 (vorne) und 3.50–18 (hinten) auf. Verzögert wurde das Vorderrad mit einer 180-mm-Duplex-Trommelbremse, hinten mit einer 180 mm Simplex-Bremse. Die Instrumente waren in der oberen Schale des Hauptscheinwerfers integriert. Spätere Modelle hatten separate Instrumente. Es gab in den Jahren folgende Modelle mit der Type A7 (1967–1971), A7SS (1967–1971) mit hochgezogenem Auspuff und A7R (1968) Rennversion.
Das Schwestermodell 250 Samurai A1 mit einem 247-cm³-Motor und 31 DIN-PS bei 7.000 min−1 wurde zeitgleich produziert.

## Nachfolger
Durch den Erfolg der 500 H1 Mach III angeregt, wurde in den kleineren Klassen 1971 die 250 S1 Mach I (250-SS) und 350 S2 Mach II (350-SS), sowie 1974 die 400 S3 Mach II (später KH 400) angeboten. Als Topmodell ab 1972 hatte Kawasaki die schnelle 750 H2 Mach IV im Programm.